# 查理·韋士打
查爾斯·佳夫·韋士打（英語：Charles Clive Webster；2004年1月31日—）是一名英格蘭職業足球員，司職中場，現效力英甲球會伯頓。

## 球會生涯
韋士打於倫敦泰晤士河畔金斯頓出生，並在郡長大。他在Pezzaz街頭足球學院開始足球生涯，並在2013年加入英超球會車路士的青訓學院。
由於他在青年隊比賽表現出色，因此在2020年引起了德甲球會多蒙特的轉會興趣，但他最終在2021年1月31日與車路士簽下為期兩年的首張職業合約。
2021年12月22日，韋士打在對陣賓福特的聯賽盃比賽中首次被列入車路士一隊比賽名單，但並未上陣。他於2023年1月與球會達成協議，續約至2024年夏天。
2023年6月30日，荷甲球會海倫芬宣布從車路士借入韋士打，為期一季。他在同年8月20日對陣烏德勒支的比賽中上演生涯地標戰，在比賽第78分鐘後備上陣，球隊最終以2–0勝出。 同年9月2日，韋士打在對陣伊高斯的比賽中射入職業生涯首個入球，但他在比賽下半場領紅牌被逐，海倫芬最終以3–2落敗。
2024年6月21日，英甲球會伯頓宣布簽入韋士打，合約為期三年。

## 國家隊生涯
韋士打曾代表英格蘭U16。
2021年10月7日，韋士打首次代表英格蘭U18，在對陣挪威的2-1敗仗中後備上陣。他在同年11月16日首次代表英格蘭U19，在U19歐洲國家盃外圍賽中協助球隊以2–0擊敗瑞典。

## 生涯統計

### 球會
最後更新：2023年8月20日.
| 效力球會       | 球季     | 聯賽     | 聯賽 | 聯賽 | 國家盃賽 | 國家盃賽 | 聯賽盃賽 | 聯賽盃賽 | 其他 | 其他 | 總計 | 總計 |
| 效力球會       | 球季     | 聯賽     | 上陣 | 入球 | 上陣     | 入球     | 上陣     | 入球     | 上陣 | 入球 | 上陣 | 入球 |
| -------------- | -------- | -------- | ---- | ---- | -------- | -------- | -------- | -------- | ---- | ---- | ---- | ---- |
| 車路士U21      | 2021–22  | —        | —    | —    | —        | —        | —        | —        | 2    | 0    | 2    | 0    |
| 車路士U21      | 2022–23  | —        | —    | —    | —        | —        | —        | —        | 2    | 0    | 2    | 0    |
| 車路士U21      | 總計     |          | —    | —    | —        | —        | —        | —        | 4    | 0    | 4    | 0    |
| 車路士         | 2023–24  | 英超     | 0    | 0    | 0        | 0        | 0        | 0        | —    | —    | 0    | 0    |
| 海倫芬（外借） | 2023–24  | 荷甲     | 13   | 1    | 0        | 0        | —        | —        | —    | —    | 13   | 1    |
| 伯頓           | 2024–25  | 英甲     | 0    | 0    | 0        | 0        | 0        | 0        | 0    | 0    | 0    | 0    |
| 生涯總計       | 生涯總計 | 生涯總計 | 13   | 1    | 0        | 0        | 0        | 0        | 4    | 0    | 17   | 1    |

1. 1 2  於英格蘭足球聯賽錦標賽賽事上陣。